# Màster en Advocacia
El Màster en Advocacia o Màster en Accés a l'Advocacia és un títol de postgrau universitari en Dret, un màster habilitant, que es cursa després d'un títol universitari en Dret (Llicenciatura o Grau), dirigit cap a l'advocacia i pràctica jurídica, és el títol professional bàsic per a l'accés a l'exercici de l'advocacia i pràctica legal.
A Espanya aquest màster va ser establert l'any 2006 amb la Llei 34/2006, de 30 d'octubre, sobre l'accés a les professions d'advocat i procurador dels tribunals i té noms diferents segons el centre que els ofereix: màster en pràctica jurídica, màster en advocacia i pràctica jurídica, màster en advocacia, màster d'accés a l'advocacia, màster d'accés a la professió d'advocat...

## Pla d'estudis del Màster en Advocacia
El màster en advocacia consta de 90 crèdits ECTS, 3 semestres, un o dos anys segons el centre que l'ofereixi. 60 crèdits ECTS són de formació i 30 crèdits ECTS són la passantia jurídica de 6 mesos de durada en despatxos d'advocats.
Si es compon de dos anys, en el primer any s'estudia gairebé tot el programa del grau en Dret (dret civil, penal, mercantil, processal, administratiu, laboral, internacional etc.) amb aplicació teòrica i pràctica, i en el segon es realitzen les pràctiques (passantia jurídica) i es presenta el treball de fi de màster. Si es compon d'un sol any es realitzen les pràctiques al mateix temps que s'estudien les assignatures teòriques.